# Kent Andersson
Kent Andersson (1. srpna 1942 Landvetter – 29. srpna 2006 Landvetter) byl švédský motocyklový závodník. Dvakrát se stal silničním mistrem světa v kategorii 125 kubických centimetrů (dnes Moto 3), a to v letech 1973 a 1974, v obou případech na motocyklu Yamaha. Celkem odjel 90 závodů seriálu Grand Prix, z toho 18 vyhrál a 53x stál na stupních vítězů. Souběžně jezdil i vyšší kubatury (250cc i 350cc), kde dosáhl nejlepšího umístění v sezóně 1969, když skončil celkově druhý v šampionátu dvěstěpadesátek.